# Christian Becker

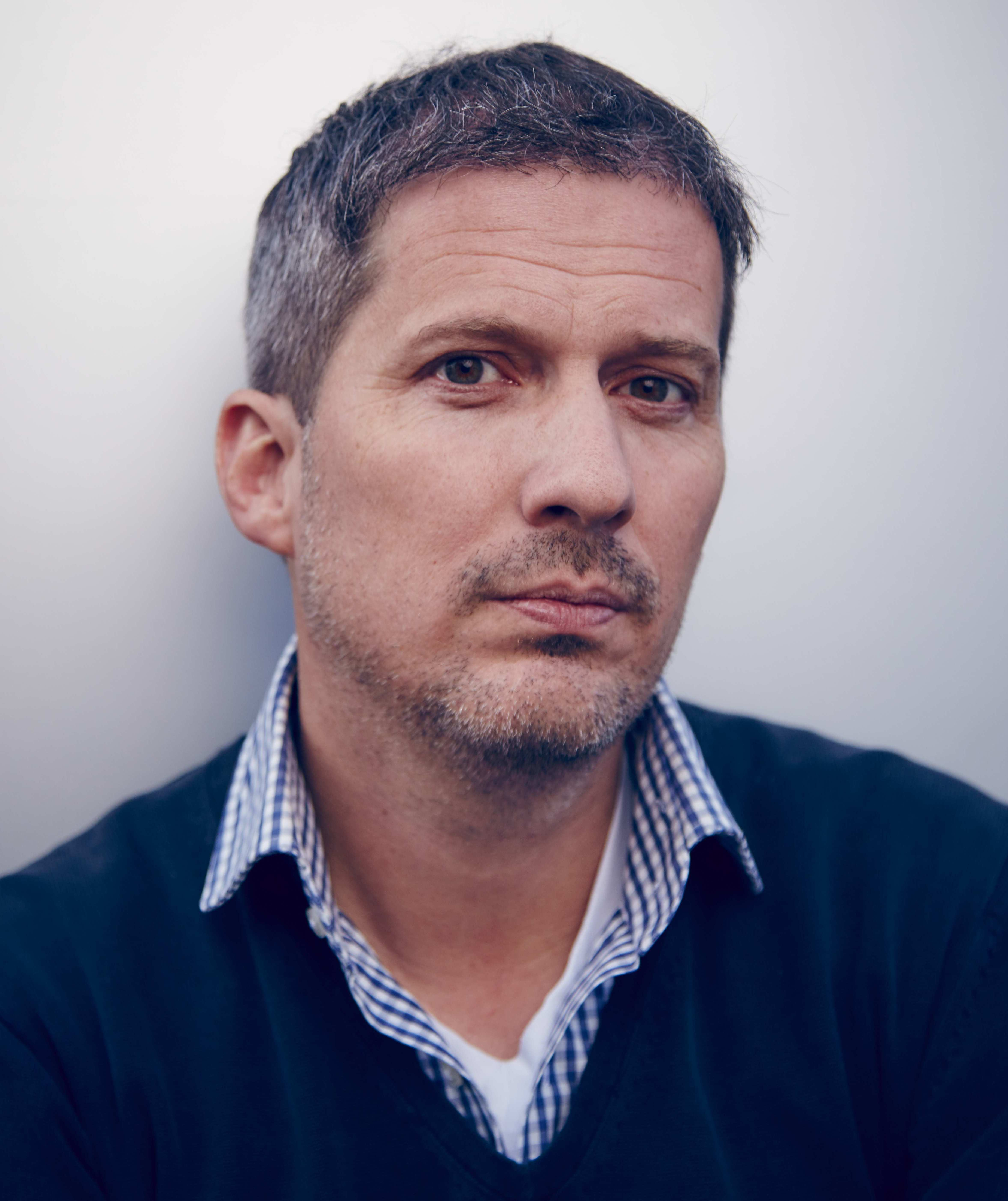
Christian Becker (2015)

Christian Becker (* 6. Mai 1972 in Krefeld) ist ein deutscher Filmproduzent.

## Leben
Becker sammelte, nach dem Abitur am Krefelder Gymnasium Horkesgath, Erfahrungen als Aufnahme- und Produktionsleiter von Filmen wie Farinelli, Berlin Break, Rennschwein Rudi Rüssel und Die Sieger. Im Januar 1995 gründete Becker die Vide Filmproduktion GbR, mit der er während seines Studiums an der Hochschule für Fernsehen und Film München (HFF) über 15 Kurzfilme, Werbespots und zahlreiche Dokumentationen produzierte.
Von 1997 bis 2001 arbeitete er gemeinsam mit Thomas Häberle an den Unternehmen Indigo Filmproduktion und Becker & Häberle Filmproduktion, die sie dann 2000 unter FAME AG an den neuen Markt brachten. In dieser Zeit produzierte Becker preisgekrönte und erfolgreiche Debüt-Filme seiner HFF Studienkollegen Peter Thorwarth (Bang Boom Bang), Dennis Gansel (Das Phantom) und Sebastian Niemann (Biikenbrennen – Der Fluch des Meeres).
2002 gründete Christian Becker dann die Rat Pack Filmproduktion und die Westside Filmproduktion, mit denen er einige der erfolgreichsten deutschen Kinofilme wie Wickie und die starken Männer, Die Welle, Der Wixxer, Hui Buh – Das Schlossgespenst oder Fack ju Göhte produzierte. Ein Jahr später gründeten dann Phil Friederichs und er das DVD-Label Turbine Medien, eigentlich ursprünglich nur, um erstmals alle Dieter-Hallervorden- und Kalkofe-DVDs auf den Markt zu bringen.
2007 wurde Becker in die Jury des Deutschen Fernsehpreises berufen. In den Jahren 2010 und 2011 produzierte er den ersten deutschsprachigen 3D-Spielfilm Wickie auf großer Fahrt unter der Regie von Christian Ditter, mit dem er schon die erfolgreiche Kinderfilmreihe Vorstadtkrokodile und Ditters Debüt Französisch für Anfänger realisiert hatte. 2015 produzierte Beckers Rat Pack Filmproduktion zusammen mit RTL und Rialto Film in Kroatien und Nordrhein-Westfalen einen Winnetou-Dreiteiler, der zu Weihnachten 2016 ausgestrahlt wurde. 2018 brachte er zusammen mit Warner Bros. Germany Dennis Gansels Kinderbuchverfilmung Jim Knopf und Lukas der Lokomotivführer nach dem Roman von Michael Ende als bis dahin teuerste deutschsprachige Produktion in die Kinos.
2019 wurde Christian Becker im Rahmen des Deutschen Filmpreises für seine herausragende Produzententätigkeit mit dem Bernd Eichinger Preis geehrt.

## Filmografie (Auswahl)
- 1994: Die Sieger (Produktions-Assistenz)
- 1995: Rennschwein Rudi Rüssel (Produktionsleitung, Aufnahmeleitung)
- 1995: The Wrong Trip (Kurzfilm)
- 1997: Was nicht paßt, wird passend gemacht (Kurzfilm)
- 1997: Mafia, Pizza, Razzia (Kurzfilm)
- 1999: Bang Boom Bang – Ein todsicheres Ding
- 2000: Kanak Attack
- 2000: Das Phantom
- 2002: Was nicht passt, wird passend gemacht
- 2002: Das Jesus Video
- 2004: Das Blut der Templer
- 2004: Der Wixxer
- 2004: Jazzclub – Der frühe Vogel fängt den Wurm (Ausführender Produzent)
- 2006: Goldene Zeiten
- 2006: Meine verrückte türkische Hochzeit
- 2006: Französisch für Anfänger (Co-Produzent)
- 2006: Hui Buh – Das Schlossgespenst
- 2007: Neues vom Wixxer
- 2008: Die Welle
- 2009: Mord ist mein Geschäft, Liebling
- 2009: Vorstadtkrokodile
- 2009: Wickie und die starken Männer
- 2010: Wir sind die Nacht
- 2010: Vorstadtkrokodile 2
- 2010: Zeiten ändern dich
- 2010: Jerry Cotton
- 2011: Vorstadtkrokodile 3
- 2011: Wickie auf großer Fahrt
- 2012: Türkisch für Anfänger
- 2012: Das Haus der Krokodile
- 2012: Agent Ranjid rettet die Welt
- 2012: Das Kind (Co-Produzent)
- 2013: V8 – Du willst der Beste sein
- 2013: Und Äktschn!
- 2013: Fack ju Göhte
- 2014: Nicht mein Tag
- 2014: Tape 13
- 2015: Mara und der Feuerbringer
- 2015: Abschussfahrt
- 2015: V8 – Die Rache der Nitros
- 2015: Bruder vor Luder
- 2015: Gut zu Vögeln
- 2015: Stung
- 2016: Offline – Das Leben ist kein Bonuslevel
- 2016: Colonia Dignidad
- 2016: Radio Heimat
- 2016: Auf Augenhöhe
- 2016: Winnetou (Fernseh-Trilogie 2016)
- 2017: Nacht der Nächte
- 2017: Nur Gott kann mich richten
- 2018: Daheim in den Bergen – Schuld und Vergebung (Fernsehserie, Folge 1)
- 2018: Daheim in den Bergen – Liebesreigen (Folge 2)
- 2018: Jim Knopf und Lukas der Lokomotivführer
- 2018: Safari – Match Me If You Can
- 2019: Daheim in den Bergen – Schwesternliebe (Folge 3)
- 2019: Daheim in den Bergen – Liebesleid (Folge 4)
- 2019: Eine ganz heiße Nummer 2.0
- 2019: Die Wolf-Gäng – Kinofilm
- 2019: Der letzte Bulle – Kinofilm
- 2019: Benjamin Blümchen
- 2019: Die drei !!!
- 2020: Daheim in den Bergen – Väter (Folge 5)
- 2020: Max und die wilde 7
- 2021: Goldjungs
- 2021: Blood Red Sky
- 2021: Fly
- 2022: Damaged Goods (Fernsehserie)
- 2022: Hui Buh und das Hexenschloss
- 2023: Get Up
- 2023: Die drei !!! (Fernsehserie)

## Auszeichnungen (Auswahl)
- 1999
  - Bayerischer Filmpreis – VFF-Nachwuchs-Produzenten-Preis für Bang Boom Bang
- 2001
  - Grimme-Preis im Wettbewerb Fiktion & Unterhaltung für Das Phantom
  - Jupiter in der Kategorie Bester TV-Spielfilm für Das Phantom
- 2003
  - Jupiter in der Kategorie Bester deutscher Film für Was nicht passt, wird passend gemacht
- 2007
  - Grimme-Preis in der Kategorie Fiktion für Meine verrückte türkische Hochzeit
- 2008
  - Jupiter in der Kategorie Bester deutscher Film für Neues vom WiXXer
- 2009
  - Deutscher Comedypreis für Wickie und die starken Männer
  - Deutscher Filmpreis: Bronze für Die Welle
- 2010
  - Deutscher Filmpreis: Bester Kinderfilm für Vorstadtkrokodile
- 2011
  - DVD Champion – Produzentenpreis
- 2012
  - Deutscher Comedypreis: Erfolgreichster Kinofilm für Türkisch für Anfänger
  - Bayerischer Filmpreis: Bester Kinderfilm Wickie auf großer Fahrt 3D
- 2013
  - Grimme-Preis für Mord in Eberswalde
  - Bayerischer Filmpreis: Bester Kinderfilm Das Haus der Krokodile
  - Bayerischer Filmpreis: Publikumspreis Türkisch für Anfänger
- 2014
  - Deutscher Comedypreis: Erfolgreichster Kinofilm für Fack Ju Göhte
  - Bambi, Cinema Jupiter, CIVIS Medienpreis & DVD Champion für Fack Ju Göhte
  - Goldene Leinwand mit Stern für Fack Ju Göhte
- 2016
  - Bayerischer Filmpreis für Colonia Dignidad (Co-Produzent)
- 2017
  - Bayerischer Fernsehpreis: Winnetou – Der Mythos lebt
  - Cinema Jupiter für Winnetou
- 2019
  - Bernd Eichinger Preis im Rahmen des Deutschen Filmpreises